# Middleburg (Wirginia)
Middleburg – miasto w Stanach Zjednoczonych, w stanie Wirginia, w hrabstwie Loudoun.